# Тримата дървосекачи
„Тримата дървосекачи“ (на руски: Три дровосека) е съветски анимационен филм от 1959 година на режисьора Леонид Амалрик, създаден от киностудиото Союзмултфилм по мотиви на руска народна приказка.

## Сюжет
Живели някога трима приятели- Мехур, Сламка и Налъм. Един ден те отиват в гората да секат дърва, където им се случва невероятна история...

## В ролите
Персонажите във филма са озвучени с гласовете на:
- Георгий Вицин като Мехура
- Елена Понсова като Сламката
- Борис Толмазов като Налъма